# Mrežni premosnik
Mrežni premosnik ili most (od eng. bridge) je u računarstvu uređaj koji povezuje (premošćuje) računalne mreže na drugom sloju OSI modela, tj. promet prosljeđuje na temelju MAC adresa. Ethernet rabi tzv. transparent bridging, što znači da je rad mreže transparentan za krajnje uređaje (računala), dok Token Ring obično rabi source route bridging gdje krajnji uređaji aktivno sudjeluju u određivanju puta kroz mrežu.
Svojsta i rad mrežnih premosnika definirana su standardom IEEE 802.1D.
Danas se zbog marketinških razloga uređaj s jednakim načinom rada koji ima više mrežnih sučelja obično naziva mrežni preklopnik ili prespojnik.

## Vanjske poveznice
- Tehnički fakultet u Rijeci  Arhivirana inačica izvorne stranice od 25. studenoga 2010. (Wayback Machine) Računalne mreže